# Éthique dans Histoire de Tom Jones, enfant trouvé

Le but de Henry Fielding, lorsqu'il publie Histoire de Tom Jones, enfant trouvé, (The History of Tom Jones, a Foundling) en 1749, est de présenter la nature humaine telle qu'elle est, d'abord en ses protagonistes, Tom Jones que l'aveuglement d'un brave squire envoie sur les routes, et Sophia Western que l'obstination stupide d'un père veut marier contre son gré, ensuite dans tous les personnages qui gravitent autour d'eux en différents cercles concentriques plus ou moins rapprochés.
Le roman a donc une vocation essentiellement morale, entend laisser un message fondé sur la raison et le bon sens, développé par une métaphore usuelle à l'époque car issue de la veine picaresque, celle du voyage d'initiation faisant passer les héros du stade de l'innocence à celui de l'expérience, et donnant l'occasion aux autres personnages soit de s'amender, auquel cas ils rejoindront à la fin le cercle des heureux, soit de persister dans leur état, ce qui les condamne à l'oubli du narrateur.
Cette ambition moralisante confère au roman son unité thématique, encore que certains critiques modernes trouvent cette posture trop franchement masculine, accordant toute l'indugence du monde au héros pour ses frasques de jeunesse, mais imposant à l'héroïne un corset de vertu parfaitement verrouillé. L'acceptation ouverte de Fielding des exigences de la sensualité masculine lui a valu le reproche de son rival plus puritain Samuel Richardson qui, en réplique à Histoire de Tom Jones, enfant trouvé, publia 1753 son Sir Charles Grandison où il s'efforça de créer un héros aussi pur et vertueux que n'importe quelle héroïne.
L'éthique de Tom Jones avait déjà été développée dans le précédent roman de Fielding, Joseph Andrews, où les deux personnages principaux, Joseph qu'accompagne son fidèle Parson Adams étaient prêts à faire le coup de main pour défendre leurs principes, mais ici, elle apparaît plus subtilement et moins intrusivement diffusée dans le texte, sollicitant davantage la participation du lecteur averti qui, de mêche avec le narrateur-auteur, ne peut qu'adhérer à ses vues.
Tom Jones relate les aventures d'un jeune homme renvoyé de Paradise Hall et aussitôt confronté à la perversité du monde et aussi à ses propres défauts, mais qui conquiert l'amour et le bonheur après une série d'épreuves, puis s'en revient à la maison avec, dans sa besace, la sagesse de l'expérience. À la fin du roman, c'est un nouvel homme à qui « ses réflexions sur ses folies passées […] ont fait acquérir une prudence et un discernement bien rares chez un jeune homme d'un caractère aussi bouillant »,.
Ainsi, Fielding présente l'histoire d'une évolution morale, un pèlerinage du « moi » semblable à celui de Pip dans Les Grandes Espérances. Jamais, pourtant, ne s'y détectent la trace d'une amertume, le relent d'un cynisme, non plus que l'accent de la violence : à la différence du Roderick Random de son contemporain Smollett, Tom Jones est l'illustration même de la bonté naturelle triomphant de l'égoïsme et de l'hypocrisie et célébrant la victoire de la vertu sur le vice.
Dans cette optique, l'orientation religieuse du roman, quoique moins en évidence que dans Joseph Andrews qui, réduit à l'essentiel, se résume au voyage d'un homme de bonté à travers une terre d'ingratitude et de trahison, se fait sentir par la présence de certains thèmes récurrents, la charité, la chasteté, l'honneur, etc. Voilà qui implique une conception affirmée de la nature humaine, du vice et de la vertu, de la place de l'homme dans la société, l'ensemble constituant une doctrine philosophique à partir de laquelle Fielding crée un univers moral.

## La bonne disposition et la bienveillance

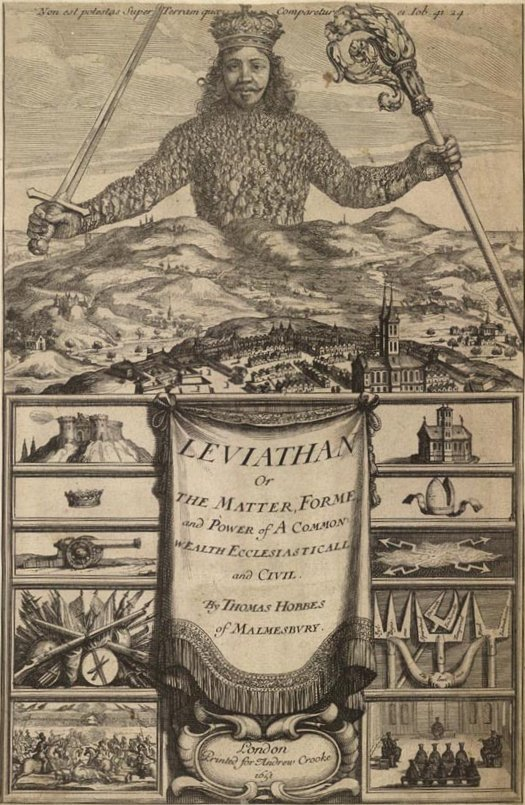
Le frontispice du « Leviathan », par Abraham Bosse

Ces deux qualités sont constitutives de la conception morale qu'entretient Fielding de l'homme. Ses personnages sont facilement classés, soit bons, soit méchants ; les méchants peuvent se trouver rongés par l'ambition tout en portant le masque de la noblesse d'âme, de l'honneur et du dévouement, mais les bons le sont de nature, grâce à leur « bonne disposition » (good nature).
La bonne disposition exige explication et Fielding lui-même s'est penché sur le concept : dans son Essai sur la connaissance et les caractères des hommes (1739-1740). il le décrit comme : « cette disposition d'esprit bienveillante et aimable qui nous incite à ressentir la détresse d'autrui et nous réjouir de son bonheur, et qui nous pousse naturellement à favoriser le second et prévenir le premier, et cela sans contemplation abstraite de la beauté de la vertu ni recours aux incitations ou aux terreurs de la religion »,,.

### Les cyniques et les optimistes

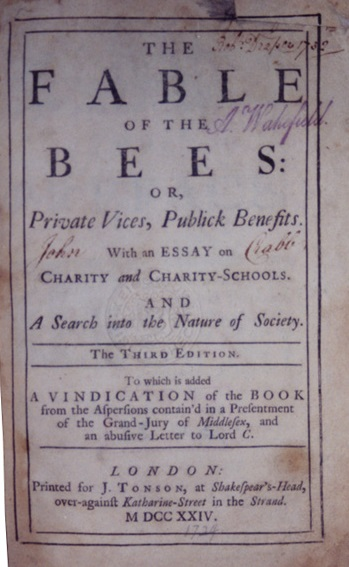
Édition de 1724 chez Tonson

Certes, la notion de « bonne disposition » n'a pas été inventée par Fielding, puisqu'elle suscitait un débat philosophique depuis la fin du XVIIIe siècle entre les pessimistes et cyniques d'une part et de l'autre les optimistes.
L'école cynique était représentée par Thomas Hobbes (1588-1679) ou Bernard de Mandeville (1670-1733). Selon Hobbes, le fondement de tout savoir réside dans la sensation : comme toute sensation est générée « diverses pressions de matière appuyant directement sur nos organes »,,, l'instinct de conservation nous pousse à réagir sans cesse, ce qui fait de l'homme une entité essentiellement égoïste.
Mandeville, auteur d'une satire intitulée La Fable des abeilles  (The Fable of Bees, Private Vices, Public Benefits) (1714), développe la thèse de l’utilité de l’égoïsme, toutes les lois sociales résultant de la volonté égoïste des faibles de se soutenir mutuellement en se protégeant des plus forts : « Les actions des hommes ne peuvent pas être séparées en actions nobles et en actions viles, et les vices privés contribuent au bien public tandis que des actions altruistes peuvent lui nuire. L'intérêt individuel, le goût du luxe, les appétits mondains sont la condition d'une société active et prospère, l'abstinence ou la pratique des charités chrétiennes ruinent la collectivité et, bien pis, la rendent paresseuse ou la conduisent au chaos ». Par exemple, dans le domaine économique, « [a] prodigalité [du libertin] donne du travail à des tailleurs, des serviteurs, des parfumeurs, des cuisiniers et des femmes de mauvaise vie, qui à leur tour emploient des boulangers, des charpentiers, etc. », ce qui profite à la société en général. Ainsi, les vices des particuliers constituent des éléments nécessaires du bien-être et de la grandeur d’une société. À ce compte, ’Angleterre est une ruche corrompue mais prospère, mais qui se plaint, alors qu'elle ne saurait s'en passer, de son manque de vertu.
L'école optimiste s'appuie essentiellement sur Shaftesbury (1671-1713), enclin au déisme, forme religieuse conforme à la raison et exclusive des religions révélées, qui parvient à Dieu par des voies exclusivement humaines. Pour lui, l'homme a des « affections » non seulement envers soi, mais pour les autres membres de la société ; comme il est capable de distinguer le juste du faux, le bien du mal, la beauté de la laideur, il est doué d'un « sens moral », mais il ne parvient à la vertu que si son « affection » s'adresse à ce qui est juste et demeure totalement désintéressée,.

### Écho des controverses

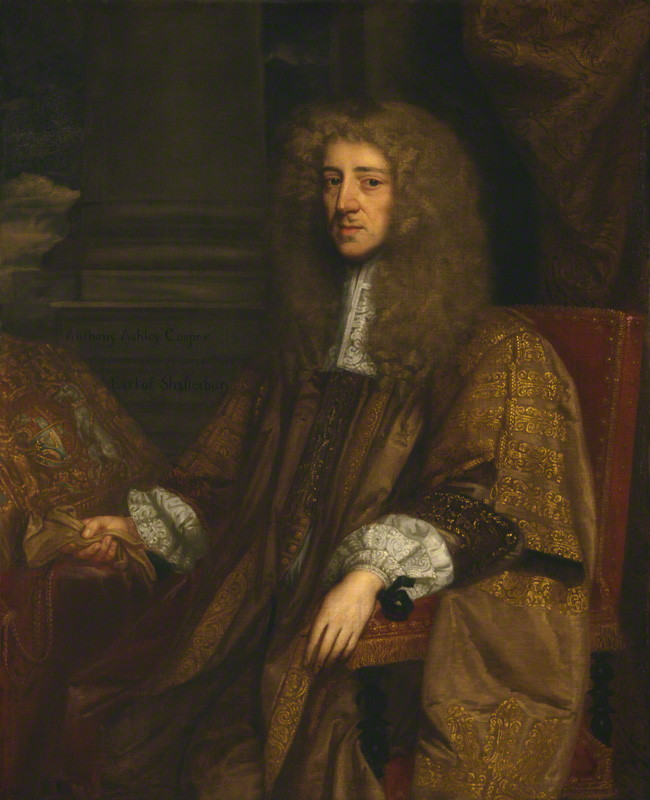
Comte de Shaftesbury
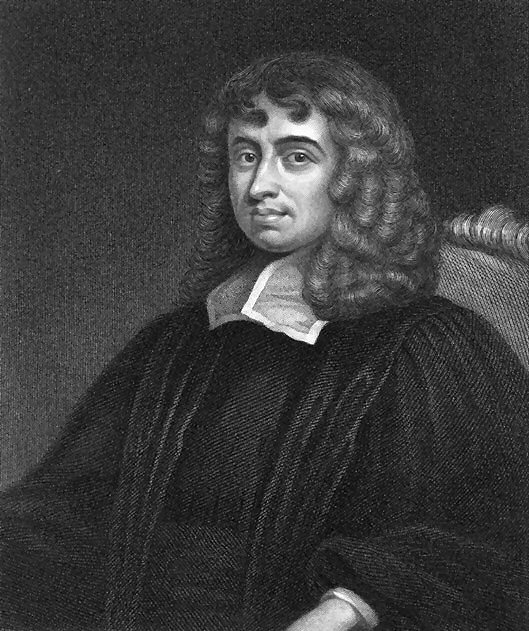
Isaac Barrow
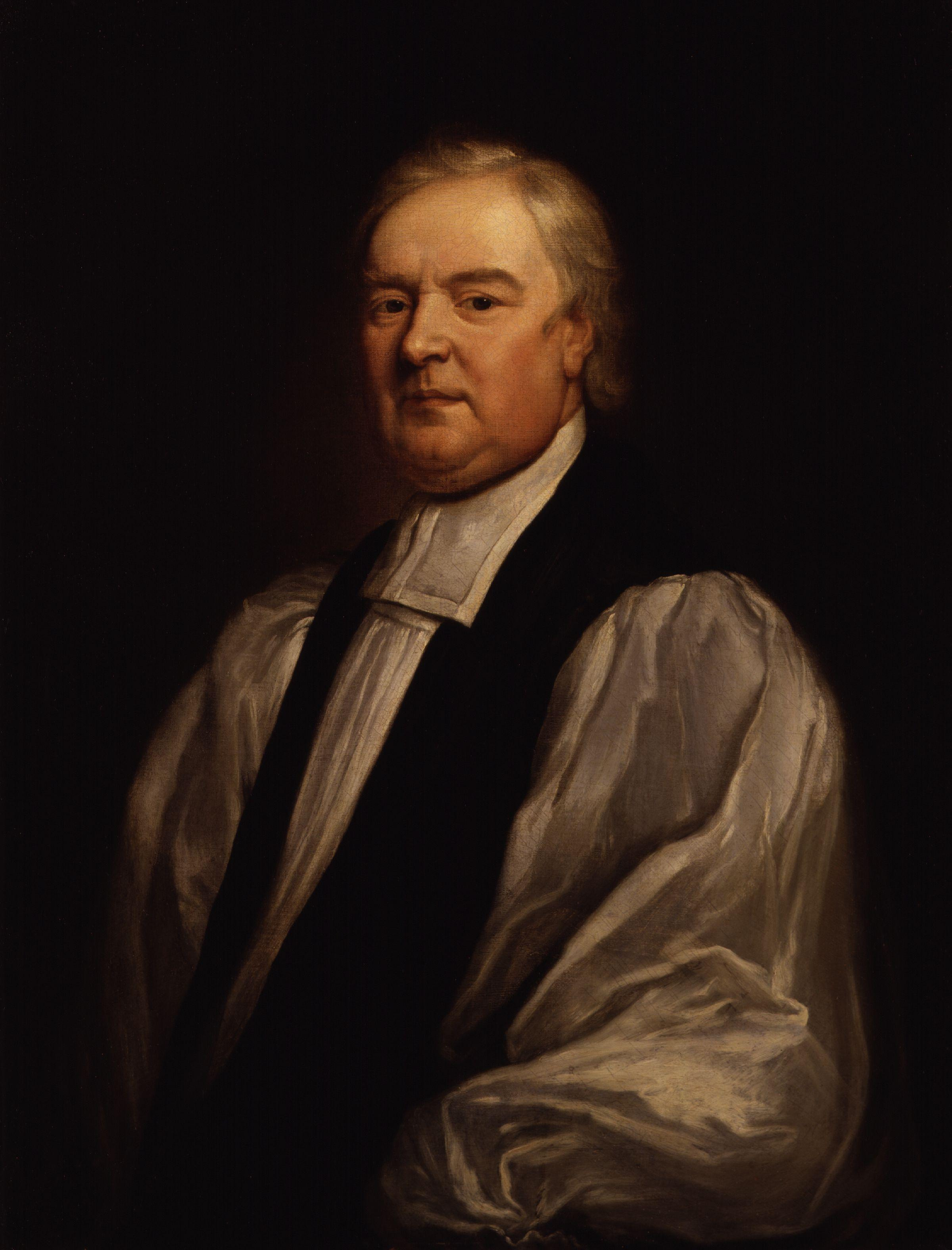
John Tillotson par Godfrey Kneller (v. 1691-1694).
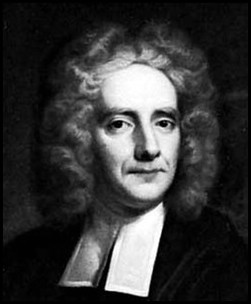
Samuel Clarke.
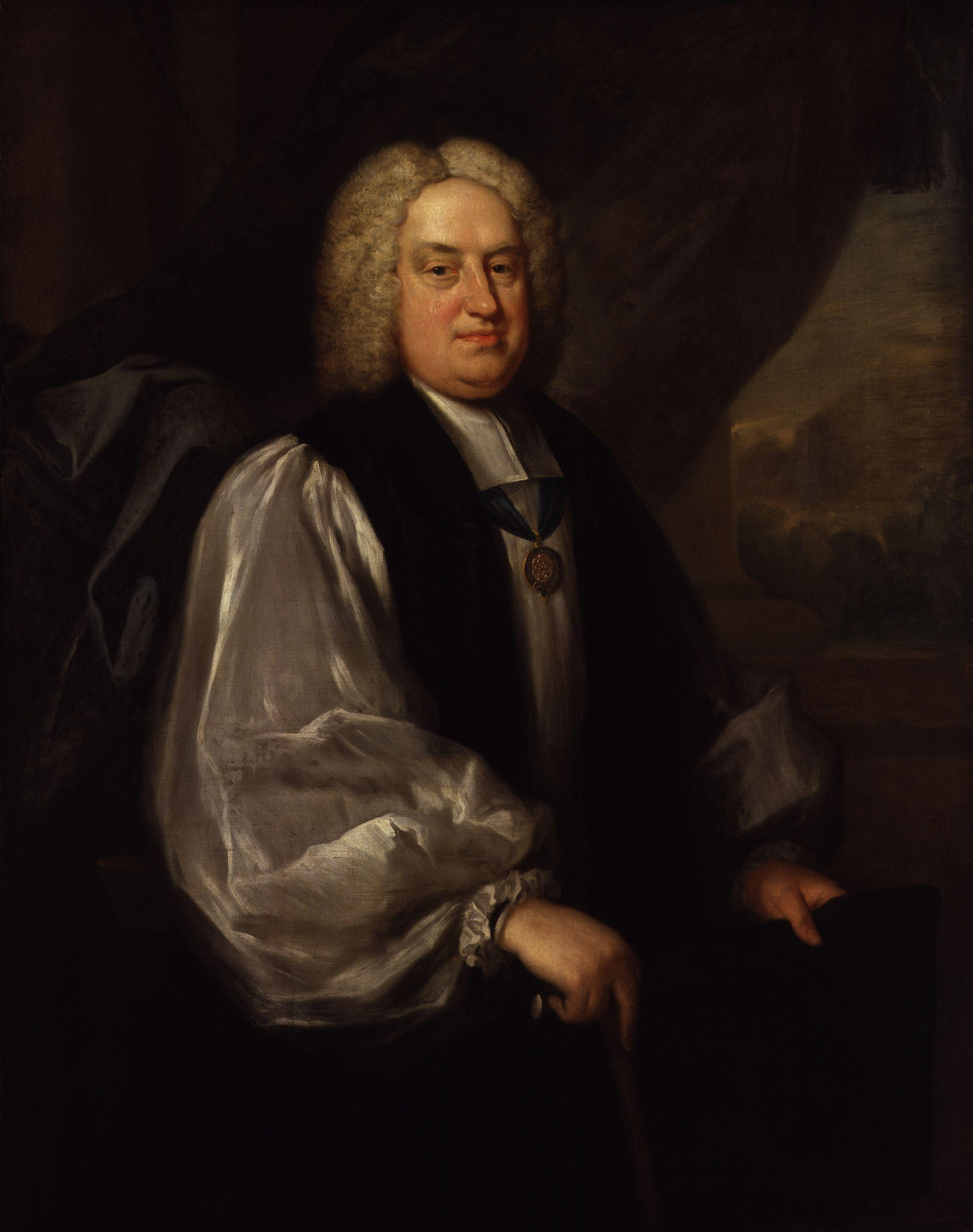
Benjamin Hoadly, par Sarah Hoadly.

Tom Jones se fait l'écho de ces controverses philosophiques. Twackum, en porte-parole de la théorie calviniste de la dépravation humaine, croit en la nécessité de la Grâce comme unique voie de salut : « la nature humaine, depuis la chute du premier homme, [n'est] qu'un cloaque d'iniquités, jusqu'à ce que la grâce l'eût purifié et racheté »,. Quant à « l'homme sur la colline », reclus misanthrope, il allie un déisme diffus qui lui fait admirer la perfection de l'univers à une méfiance hobbesienne de la nature humaine. Après une vie d'échecs et d'illusions, il s'est réfugié dans une haine de l'homme mêlée à l'adoration de la création, condensée en un Être suprême : « L'homme seul a bassement déshonoré sa propre nature, et, par sa scélératesse, sa cruauté, son ingratitude et sa perfidie, a mis en question la bonté de son Créateur en rendant inexplicable comment un Être si bienveillant a pu donner forme à un animal si vil et si insensé »,,.
Fielding ne suit ni les calvinistes ni les cyniques, penchant plutôt pour les latitudinariens, tels que Isaac Barrow, John Tillotson, Samuel Clarke ou Benjamin Hoadly qui mettent l'accent sur la compassion et l'humilité, la tendresse de cœur (tenderheartness), « tendances naturelles » chez l'homme le portant à l'altruisme : « La Nature a implanté au plus haut degré chez nous compassion, tendresse et sympathie pour nos malheurs réciproques »,.
Ainsi, l'homme est naturellement bon et le mal résulte d'une erreur de jugement, puisque la vertu est source de bonheur, ce qui fait écrire à Shaftesbury : « la méchanceté et le vice mènent au malheur et à l'affliction »,. De fait, Tom Jones se fait l'écho de certains aspects de la doctrine de ce penseur : ce qui caractérise le héros est justement sa « tendresse de cœur », qui le conduit à « la joie doucement enivrante que procure la vertu d'une action bienveillante et noble »,.

## La religion et la charité
Sans en être absente, la religion ne tient pas une aussi grande place dans Tom Jones que dans Joseph Andrews et aucun pasteur de l'Église n'y apparaît, comme Parson Adams, en combattant de la vertu.
La satire de Fielding tourne en ridicule des débats abstraits qui font les délices de Square et de Thwackum. Le premier se gargarise de la « beauté naturelle de la vertu », de l'« intangible règle et de l'ordonnance éternelle de toutes choses » (III, iii) ; même l'homme sur la colline s'extasie devant la « splendeur du firmament, image de l'Être suprême », et il n'est jusqu'à Blifil, fin connaisseur des Écritures, qui ne proclame que, selon le texte sacré, la charité ne se réduit pas à une « pitoyable distribution d'aumônes » (II, vi). La religion serait-elle devenue le champ de controverses stériles qu'entretiennent de soi-disant érudits ? À ce compte, elle ne sert qu'à alimenter la vanité hypocrite de quelques pédants.
D'où la nécessité d'une forme de charité active, que ne pratiquent pas toujours les membres de l'Église, Parson Supple donnant l'exemple même de ce qu'un pasteur ne devrait pas être et la charité se portant généralement mieux entre les mains d'un laïc. Squire Allworthy se fait sur ce point le porte-parole de Fielding ; résumant sa conception, que partagent nombre de latirudinariens dans leurs homélies, il déclare : « Pour dire vrai, […] il y a une sorte de charité qui semble avoir quelque apparence de mérite ; c'est quand, par un principe de bienveillance et d'affection chrétienne, nous donnons à autrui ce dont nous avons réellement besoin nous-mêmes ; quand pour diminuer la misère des autres, nous consentons à la partager, en leur donnant ce dont nous pouvons à peine nous passer. Voilà ce que je crois méritoire »,.
En somme, la charité naît de l'amour porté à autrui et aussi d'un sincère esprit de sacrifice.

## Les passions et l'amour
Selon Fielding, l'absence de passion est la marque d'une hypocrisie délibérée ou le signe d'un déséquilibre moral, ou encore la preuve d'une froideur innée, et réfréner ses tendances profondes est contraire à la nature. Dans Joseph Andrews, pour réconforter Joseph après la mort de Fanny, fausse nouvelle au demeurant, Parson Adams lui fait un sermon sur le courage (III, xi), mais lorsqu'il apprend, nouvelle qui s'avérera fausse elle aussi, que son plus jeune fils s'est noyé, il donne libre cours à son chagrin. En dehors du traitement ironique de la scène, l'épisode a pour fonction de montrer que l'homme bon est aussi un homme de passion. De fait, dès le début du XVIIIe siècle, la passion s'est vue réévaluée, comme dans le recueil de Charles Hickman publié en 1700 où apparaissent des phrases telles que « Ce n'est pas un signe de bonté qu'un homme ne ressente aucune passion »,. Ainsi chez Blifil, le manque apparent d'« esprits animaux » et le contrôle de soi révèlent à coup sûr une nature viciée, et tous les personnages bons ou à-moitié bons, Mrs Waters, Molly Seagrim, Nightingale, sont bel et bien victimes de leurs passions.
Pour autant, Fielding, même s'il fait preuve d'indulgence, n'approuve pas les frasques sexuelles de Tom et, à considérer que Joseph Andrews est par certains côtés une apologie de la chasteté, il paraît évident que, dans Tom Jones, les relations charnelles sont l'apanage du mariage. La digression qu'il propose sur la nature de l'amour au début du livre VI précise que ce sentiment, étranger à ce qu'il appelle l'« appétit », se fonde sur l'estime et la gratitude animées de bienveillance : « un penchant à la bonté et à la bienveillance qui se satisfait en contribuant au bonheur des autres »,,.
L'amour n'en est pas moins stimulé par le désir : comme le proclame Squire Allworthy, « contester à la beauté le pouvoir de flatter agréablement la vue, d'inspirer même quelque admiration, ce serait mensonge et folie. Beau est une épithète souvent employée dans les saintes Écritures, et toujours dans un sens honorable […] Mais ne rechercher que la beauté dans le mariage, en être à ce point aveuglé qu'on n'aperçoive aucune imperfection morale, […] voilà une conduite incompartible avec les devoirs d'un homme sage et d'un bon chrétien »,,.
Tom ne se conforme pas à ces principes lorsqu'il honore Molly Seagrim ou Mrs Waters, autant de manquements imputables à son imprudence ; cependant, ces passades n'étant pas motivées par l'ambition ou gardées secrètes, comme celles de Lady Booby ou de Lady Bellaston, Fielding leur accorde son indulgence amusée, d'autant plus volontiers qu'à son époque la chasteté s'impose chez les jeunes filles, mais passe pour ridicule chez les garçons. Cette attitude lui est aujourd'hui reprochée par la critique féministe qui trouve anormal que l'indulgence affichée soit à sens unique, l'héroïne, elle, restant corsetée par un carcan de vertu et de pureté, et les femmes s'adonnant au plaisir sexuel n'étant que des vagabondes, comme Molly, ou des hypocrites comme Lady Bellaston. « La seule exception concerne Jenny Jones (Mrs Waters) qui s'est vue contrainte à l'immoralité par la trahison d'un homme et qui, après avoir perdu sa vertu n'avait d'autre choix que de persévérer dans la voie du péché »,. D'ailleurs, ce sexisme d'époque ne touche pas seulement à la moralité, mais au principe esthétique : les restrictions sociales limitant les femmes aux affaires domestiques leur rendait inaccessible la possibilité d'un vaste panorama social tel que le présente Tom Jones, d'autant que Fielding lui-même a précisé que les auteurs devant avoir une certaine expérience de ce sur quoi ils écrivent (XIV, i), il s'ensuit qu'une femme ne saurait mener à bien le mode fictionnel épique qu'il pratique.

## La prudence
Le bon tempérament, laissé à sa seule initiative, risque de conduire à des situations difficiles ; il a besoin d'un guide et parfois d'un censeur : tel est le rôle de la prudence et de la circonspection, « nécessaires aux meilleurs des hommes, même les plus honnêtes : elles servent en quelque sorte de garde à la vertu […] Ayez donc pour maxime, jeunes lecteurs, que nul homme ne peut être assez vertueux pour négliger les règles de la prudence »,,.

### La bonne prudence
Certes, Fielding emploie le mot avec une connotation ironique lorsqu'il l'applique à la pruderie de Bridget Allworthy, la couardise de Partridge, l'ambition de Mrs Western, l'hypocrisie de Honour, Lady Bellaston ou Blifil, mais le principe reste dans l'ensemble la règle d'or de la conduite. Il existe cependant une prudence faussée qu'incarne  Squire Allworthy qui se trompe sur tous les membres de sa maisonnée, Tom, Blifil, Jenny Jones, Partridge, Bridget, Twackum et Square, Mrs Miller, etc., car il représente le type même de l'homme bon mais crédule, incapable de discerner les véritables motivations, trop enclin à s'en remettre à la seule raison comme critère de la conduite humaine, vivant exemple « que la prudence de la meilleure tête est souvent paralysée par la tendresse du cœur le plus aimant »,,.
La bonne et vraie prudence s'incarne en Sophia, dont le nom à lui seul explique le personnage,. Sa bienveillance naturelle ne l'empêche pas de sonder intuitivement les esprits et les cœurs, de démêler en chacun le bon du moins bon, comme lors de l'épisode de l'oiseau où elle est la seule à ne pas se tromper sur Blifil, ou encore quand elle se confie à Mrs Fitzpatrick et omet soigneusement de mentionner le nom de Tom, preuve de sa prudence, ce que fait également son interlocutrice, preuve, cette fois, de son hypocrisie.
L'insistance de Fielding sur la nécessité de la prudence s'est parfois vue critiquée, car témoignant d'une conception étroite de la moralité. Pourtant, c'est une vertu chrétienne issue d'une longue tradition. En 1678, John Bunyan la décrit comme une « vertu cardinale » qui, avec ses deux sœurs que sont la piété et la charité, répondent à la recommandation de Mathieu : « Voici que moi, je vous envoie comme des brebis au milieu des loups. Soyez donc prudents comme les serpents, et candides comme les colombes »,,.
Quoique les romans de Fielding n'aient pas été conçus en termes didactiques, ils illustrent certains thèmes fondamentaux, la grandeur dans Jonathan Wild, la charité et la chasteté dans Joseph Andrews. Le cas de Tom Jones est plus complexe : s'y décèlent des échos de certaines publications antérieures tel que le Covent Garden Journal and Other Essays consacré entre autres au bon tempérament, à la religion, la distinction (gentility), etc.. D'un point de vue moral, Sophia est présentée en héroïne exemplaire servant de référence pour les règles de conduite, et Tom offre lui aussi un exemple à imiter, du moins lorsqu'il atteint à la maturité après sa longue série d'épreuves. Les deux réunis incarnent une certaine conception de la sagesse et du bonheur (prudence spéculative, sophia, et non pratique, prudentia) devenant plus cohérente une fois replacée dans la mouvance latitudinarienne assimilée par un membre intelligent, cultivé et ouvert de la petite noblesse du XVIIIe siècle, la gentry,.

### La primauté du tempérament

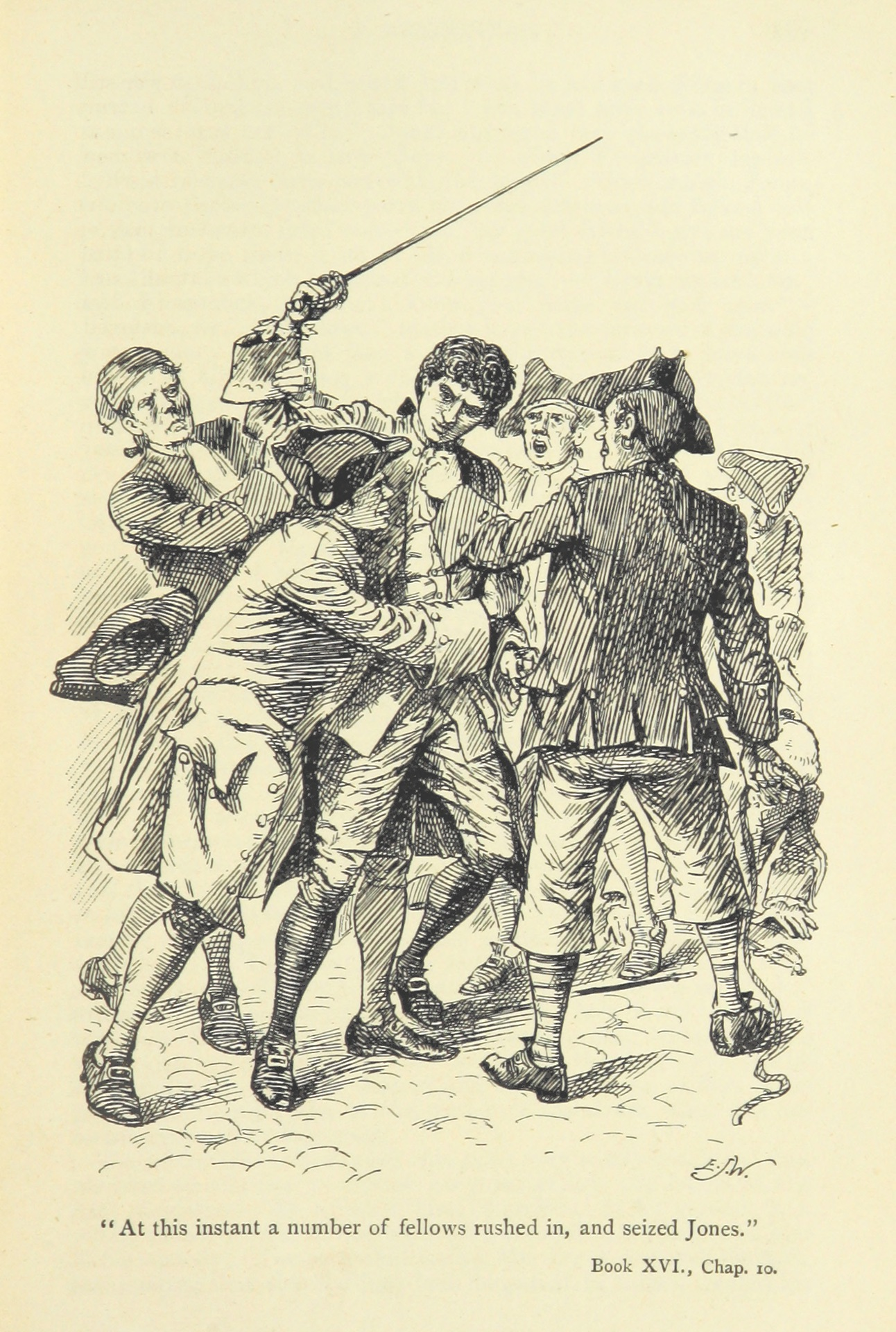
Tom saisi par des soldats, par George Henry Townsend, 1895 (XVI, x).

Que Fielding ait prôné la prudence comme vertu essentielle est un fait, Tom lui-même ne trouvant la quiétude existentielle qu'après avoir vaincu son impétuosité. L'excès de prudence, cependant, incite à l'erreur, comme en témoignent les jugements erronés de l'excellent squire Allworthy. Dans ce cas, le roman invite à doser sa circonspection de clairvoyance et d'un brin d'audace. Il est aussi une autre façon de voir les choses : ce sont l'audace, justement, et la rébellion, tout le contraire de la prudence, qui permettent aux jeunes héros de surmonter les obstacles sociaux et leur assurent la victoire du sentiment sur le préjugé, de l'honnêteté sur la malveillance. Une fois encore, les personnages font une démonstration par l'exemple, mais cette fois à contre-courant de l'éthique dominante du roman, encore que l'apparent conflit ainsi généré se résolve au dénouement en une réconciliation de valeurs un instant opposées.
Telle est la thèse proposée par Nicholas Hudson qui commence sa démonstration en insistant sur l'erreur de certains personnages trop ouvertement sérieux, Allworthy, les deux philosophes de service, même Tom parfois, par exemple lorsqu'il prêche la chasteté à Nightingale, qui jugent le monde alentour selon d'invariables règles ou systèmes sur lesquels le narrateur déverse une ironie dévastatrice. Les dangers d'un sérieux systématique affectent tout autant certains critiques, ajoute Hudson, qui, au cours des quarante dernières années, se sont évertués à répandre le dogme que « la prudence est le thème éthique dominant du roman »,.
Il convient de noter que la prudence représente la norme superficielle de la coutume sociale à laquelle s'oppose la nature humaine, c'est-à-dire le tempérament. À chaque fois que Tom dépasse les seuils physiques et sociaux que délimite la prudence, les terres de squire Western, le pas de la chambre de Lady Bellaston, puis celui de Mrs Waters, « il semble s'écarter des visées de ses pulsions naturelles »,. Mais les protestations de prudence proférées par Fielding ne sont sans doute pas toujours à prendre à la lettre. Les personnages les plus prudents sont aussi les plus méprisables, le comble culminant en Blifil, dont la circonspection naturelle est au service de la plus vile hypocrisie, jusqu'à sa chasteté si célébrée qu'il s'impose pour mieux flouer ses victimes. D'ailleurs, les actes de bonté dont Tom parsème son itinéraire font fi de la prudence : sauver Mrs Waters des griffes de l'enseigne Northerton, pardonner puis venir en aide au bandit qui l'accoste sur la route de Londres, par exemple, relève de l'instinct et non de la bienséance ou de la circonspection. Sa bonté innée se manifeste par des transgressions au-delà de ce qui est permis ou correct, et il en est de même de la douce Sophia, cette allégorie vivante de la sagesse, dont l'acte libérateur est en fait une rupture totale d'avec son milieu, sa famille, sa sécurité ; et il n'est jusqu'à son dernier acte de pardon qui ne franchisse les bornes de la prudence, voire de la décence, puisqu'elle pardonne à Tom avant même qu'il ait lui-même eu le temps de prouver la sincérité de son repentir.
Considérant que les deux héros, les personnages les plus admirés du roman, agissent souvent à l'encontre des normes sociales et morales recommandées par le narrateur, certains critiques en ont tiré la conclusion qu'intrinsèquement, elles ne représentent pas les vraies valeurs prônées par Fielding. Martin Price, par exemple, écrit qu'il n'accorde de prix qu'au « flux naturel de l'énergie et du sentiment vertueux », à l'opposé du « travestissement pétrifié de l'ordre accepté »,. Cette interprétation peut avoir ses limites, car poussée à l'extrême, elle revient à penser que dans la mesure où le tempérament prévaut sur la prudence, il paraît difficile de reprocher à Blifil son hypocrisie naturelle, justement parce qu'elle est « naturelle » et non calculée. À ce compte, une prudence aussi outrée, poussée jusqu'à la caricature, basculant dans le vice, devient excusable dès lors qu'elle fait partie intégrante de l'être. De même, Allworthy devrait être exonéré de ses manques au jugement, vu que son discernement demeure parasité par sa bonté. C'est-là aller au sophisme, écrit Hudson, car il existe bel et bien deux catégories, celle des personnages dispensant leur générosité, et celle de ceux qui crachent leur venin.
En définitive, la prudence n'est ni la « maxime absolue » (constant maxim) évoquée au livre II, chapitre vii, ni un simple « travestissement » : Fielding montre bien que le monde n'est pas idéal, et qu'agir et juger relèvent d'une appréciation ponctuelle, tenant compte des contingences circonstancielles, et non de la lecture rigide d'un dogme moral immuable. Cette exigence s'applique à tous, y compris au lecteur, à qui sont exposés les éphémères paramètres de l'immédiat. Sans doute l'incertitude du hasard justifie-t-elle son regard ironique, répondant à celui, narquois, amusé ou crispant, du narrateur.

### Texte deTom Jones
- (en) Henry Fielding, Tom Jones, Harmondsworth, Penguin Editions, 1999, 976 p. (ISBN 978-0-14-043622-8), introduction et notes par Thomas Keymer et Alice Wakely, édition de référence

### Autres romans de Fielding utilisés
- (en) Henry Fielding, Joseph Andrews, Mineola, New-York, Dover Publications, Inc., coll. « Dover Thrift Editions », 2001, 248 p. (ISBN 978-0-486-41588-8, lire en ligne)
- (en) Henry Fielding, Jonathan Wild, Oxford, Oxford World Classics, 2004, 352 p. (ISBN 0-19-280408-1)

### Traductions deTom Jonesen français

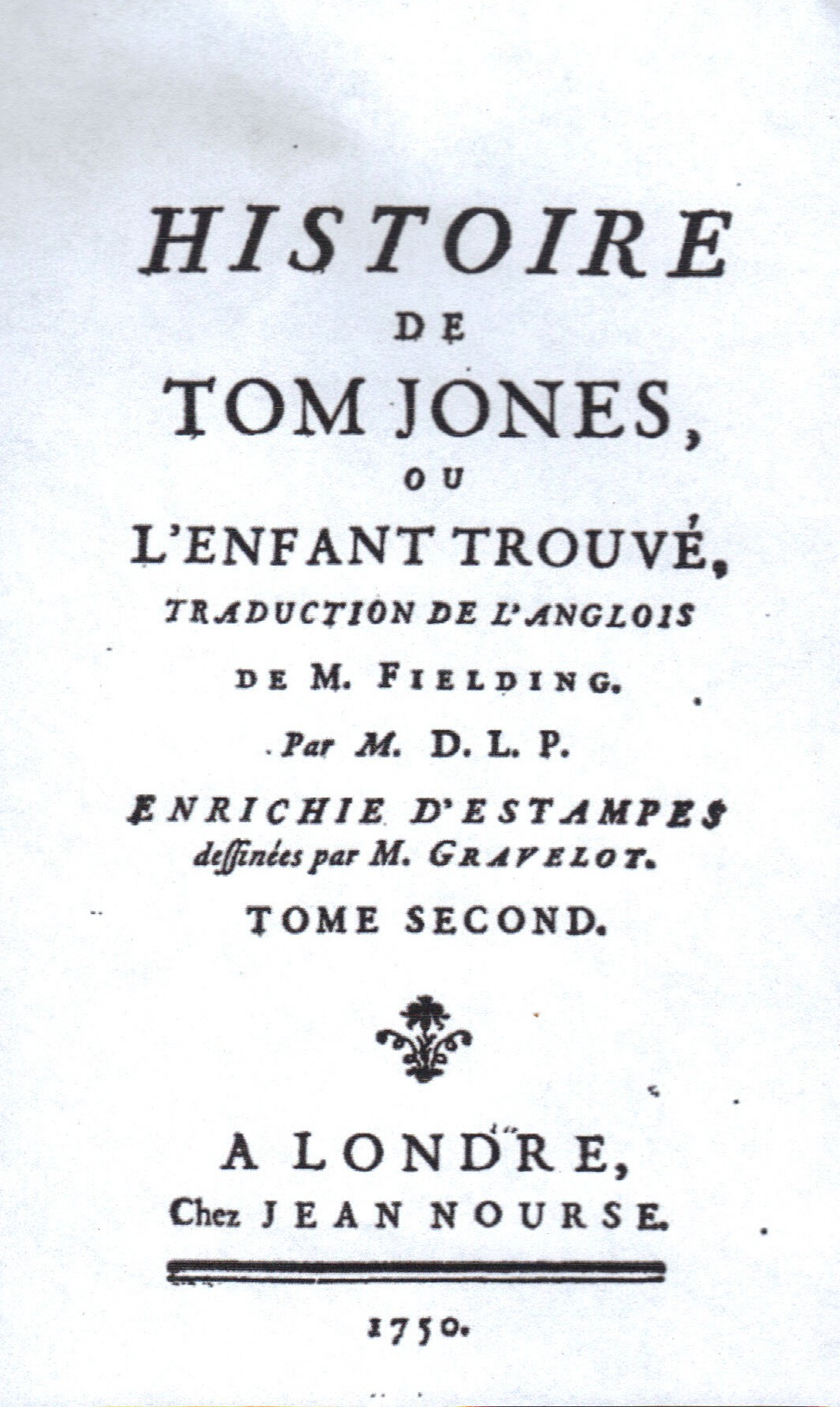
Première de couverture du tome II de l'édition de 1750, illustrée par Gravelot.

- Henry Fielding (trad. M. Defauconpret), Histoire de Tom Jones ou L'enfant trouvé, Paris, Club frança!s du livre, 1967, 958 p., avec une préface de Gilbert Sigaux (traduction de référence)
- Henry Fielding (trad. Francis Ledoux), Histoire de Tom Jones : enfant trouvé (t.1) et Histoire de Tom Jones : Armance (t.2), Paris, Gallimard, 1990 (ISBN 978-2-07-038264-4), 6 volumes.

### Autre roman utilisé
- (en) Tobias Smollett, The Adventures of Roderick Random, Oxford, Oxford World Classics, 2008, 481 p. (ISBN 978-0-19-955234-4)

### Ouvrages généraux
- (en) Michael Stapleton, The Cambridge Guide to English Literature, Londres, Hamlyn, 1983, 993 p. (ISBN 0-600-33173-3).
- (en) Andrew Sanders, The Oxford History of English Literature (Revised Edition), Oxford, Oxford University Press, 1996, 718 p. (ISBN 0-19-871156-5).

### Ouvrages spécifiques
- (en) Irvin Ehrenpreis, Henry Fielding: Tom Jones, Londres, Edward Arnold (Publishers) Ltd, 1964, 77 p. (ISBN 0-7131-5097-1).
- (en) F. H. Dudden, Henry Fielding, His Life, Works and Times, vol. 2, Hamden, Connecticut, Archon Books, 1966, 2e volume plus spécialement consacré à Tom Jones.
- (en) Claude Rawson, The Cambridge Companion to Henry Fielding, Cambridge, Cambridge University Press, 2007, 222 p. (ISBN 978-0-521-67092-0)
- (en) Ian Watt, The Rise of the Novel, Londres, Chatto and Windus, 1967, 319 p. (Chapitre VIII, consacré à Fielding).
- (en) Arnold Kettle, An Introduction to the English Novel, vol. 2, Hutchinson, Hutchinson University Library, 1951 (Plus particulièrement, part II, vol. 1, ch. 4).
- (fr) Louis Gondebeaud, Le roman picaresque anglais de 1650 à 1730, Lille, H. Champion, 1977 (Voir particulièrement p. 5-58).
- (en) G. J. Raussen, Henry Fielding, Londres, Routledge and Kegan Paul, coll. « Profiles in Literature », 1968, 162 p..
- (en) Hamilton Macallister, Fielding, Londres, Evans, coll. « Literature i, perspective », 1967, 140 p. (Voir particulièrement chapitres VII et VIII)
- (fr) Christian Pons et Jean Dulck, Samuel Richardson (Pamela) et Henry Fielding (Joseph Andrews), Paris, Colin, coll. « U2 », 1970, 261 p..
- (en) Angela J. Smallwood, Fielding and the Woman Question, New York, St. Martins, 1989.
- (en) Patricia Meyer Spacks, Desire and Truth : Fuctions of the Plot In Eighteenth-Century English Novels, Chicago, University of Chicago Press, 1990.
- (en) Robert Alter, Fielding and the Nature of the Novel, Cambridge, MA 02138, Harvard University Press, 1968, 211 p.
- (en) R. Paulson (éditeur), The Critical Heritage, Londres, Routledge and Kegan Paul, 1969, 453 p., « Henry Fielding ».
- (en) R. Paulson (éditeur), A Collection of Critical Essays, New Jersey, Prentice Hall, coll. « Twentieth Century Views », 1962, 185 p., « Fielding ».
- (en) M. C. Battestin, Twentieth Century Interpretations of Tom Jones, New Jersey, Prentice Hall, 1968, 119 p.
- (en) I. Williams (éditeur), The Criticism of Henry Fielding, Londres, Routledge and Kegan Paul, 1970, 377 p. (recueil d'essais par Fielding sur son art).
- (en) Neil Compton (éditeur), Casebook Series, Londres, Macmillan, 1970, 267 p., « Tom Jones ».
- (en) Louis Gondebeaud et Robert Ferrieux, Tom Jones, Pau et Perpignan, Université de Pau et des pays de l'Adour et Université de Perpignan Via Domitia, coll. « Cours de CAPES et d'Agrégation d'anglais », 1981, 104 p.

## Citations du texte original deTom Jones
1. ↑  « hath also, by reflexion on his past follies, acquired a discretion and prudence very uncommon in one of his lively parts ».
2. ↑  « the human mind, since the Fall, [is] nothing but a state of iniquity, till purified and redeemed by Grace »
3. ↑  « man alone has basely dishonoured his own nature, and by dishonesty, cruelty, ingratitude and accursed treachery, hath called his Maker's goodness in question, by puzzling us to account how a benevolent Being should form so imperfect and so vile an animal ».
4. ↑  « the warm solid content […] which a good mind enjoys in the contemplation of a generous, virtuous, noble, benevolent action ».
5. ↑  « To confess the truth, […] there is of degree of generosity […] which seems to have some show of merit, and that is,where from a principle of benevolence and Christian love, we bestow on another what we really want ourselves;where, in order to lessen the distresses of another, we condescend to shere some part of them our own necessities cannot well spare. This is, I think, meritorious ».
6. ↑  « a kind and benevolent disposition which is gratified by contributing to the happiness of others ».
7. ↑  « To deny that beauty is an agreeable object to the eye, and even worthy some admiration, would be false and foolish. Beautiful is an epithet often used in Scripture, and always mentioned with honour. I […] But to make this the sole consideration of marriage, to lust after it so violently as to overlook all imperfections for its sake, or to require it so absolutely as to reject and disdain religion, virtue, and sense, […] this is surely inconsistent, either with a wise man or a good Christian ».
8. ↑  « Prudence and circumspection are necessary to the best of men. They are indeed as it were a guard to vertue […]. Let this, my young readers, be your constant maxim, that no man can be good enough to enable him eo neglect the rules of prudence ».
9. ↑  « And thus is the prudence of the best heads often defeated by the tenderness of the best of hearts ».

## Citations originales des commentateurs
1. ↑  « that benevolent and amiable temper of mind which disposes us to feel the misfortune and enjoy the happiness of others; and, consequently, pushes us to promote the latter, and prevent the former, and that withour any abstract contemplation on the beauty of virtue and without the allurements or terrors of religion ».
2. ↑  « the several motions of matter, by which it presseth on our organs diversely ».
3. ↑  « Nature has implanted in us a most tender and compassionate sense and fellow-feeling of one another's miseries ».
4. ↑  « to be wicked or vicious is to be miserable and unhappy »
5. ↑  « It is not a sign of goodness in man to have no passion in him ».
6. ↑  « An exception to this can be found in the portrayal of Jenny Jones (Mrs Waters), who was originally betrayed into livinh in an « immoral » life and once having lost her virtue had no choice but to continue in her sinful ways ».
7. ↑  « Behold, I send you forth as sheep in the midst of wolves: be ye therefore wise as serpents, and harmless as doves »
8. ↑  « Prudence [is] the dominant theme of the novel ».
9. ↑  « he ends up seeming different than his natural impulses intended ».
10. ↑  « the active energy of virtuous feeling […] opposed to […] the frozen travesty of authentic order ».